# Сіріл Гейр
Сіріл Гейр (англ. Cyril Hare, справжнє ім'я — Альфред Александр Ґордон Кларк (англ. Alfred Alexander Gordon Clark), 4 вересня 1900 — 25 серпня 1958) — англійський письменник, один із найвідоміших майстрів класичного детективу. Працював суддею.

## Біографія
Народився 4 вересня 1900 року в місті Міклгем, графство Суррей. Написав близько 10 романів та збірок оповідань. У його романах дія зазвичай розгортається в забезпечених колах суспільства. Його найвідоміший роман «Суто англійське вбивство» ввійшов до списку «100 найкращих романів XX століття за версією Незалежної асоціації продавців детективної літератури». За цим твором у СРСР в 1974 році було знято однойменний фільм. В Англії також здобув популярність соціально-психологічний детектив «Трагедія закону», де вперше з'явився адвокат Френсіс Петтіґру, який часто виступає в ролі детектива в романах Гейра.
Помер 25 серпня 1958 в рідному місті.

## Твори
- Tenant for Death (1937)
- Death Is No Sportsman (1938)
- Suicide Excepted (1939)
- Tragedy at Law (1942)
- With a Bare Bodkin (1946)
- The Magic Bottle, дитяча книжка (1946)
- When the Wind Blows (у США вийшла під заголовком The Wind Blows Death, 1949)
- An English Murder (1951)
- The Yew Tree's Shade (у США вийшла під заголовком Death Walks the Woods, 1954)
- The House of Warbeck, п'єса (1955)
- He Should Have Died Hereafter (у США вийшла під заголовком Untimely Death, 1958)
- Best Detective Stories of Cyril Hare (у США вийшла під заголовком Death among Friends, 1959)